# Jedenspeigen
Jedenspeigen è un comune austriaco di 1 067 abitanti nel distretto di Gänserndorf, in Bassa Austria; ha lo status di comune mercato (Marktgemeinde).